# Reiko Sumiya
Reiko Sumiya (jap. 住谷礼子 Sumiya Reiko; ur. 16 grudnia 1977) - japońska zapaśniczka w stylu wolnym. Dwukrotna uczestniczka mistrzostw świata, siódma w 1996. Mistrzyni Azji w 1997, srebro w 1999 i brąz w 1996 roku.